# Acanthodelta lugens
Acanthodelta lugens är en fjärilsart som beskrevs av Walker 1865. Acanthodelta lugens ingår i släktet Acanthodelta och familjen nattflyn. Inga underarter finns listade i Catalogue of Life.